# 烏爾達內塔縣
1°34′12″S 79°28′12″W / 1.57000°S 79.47000°W
烏爾達內塔縣（西班牙語：Cantón Urdaneta），是厄瓜多爾的縣份，位於該國中西部，由洛斯里奧斯省負責管轄，面積377平方公里，始建於1867年，2001年人口25,812，人口密度每平方公里68.47人。